# Marco Ponce
Marco Ponce (* 24. Mai 2002) ist ein ecuadorianischer Leichtathlet, der im Weit- und Dreisprung an den Start geht.

## Sportliche Laufbahn
Erste Erfahrungen bei internationalen Meisterschaften sammelte Marco Ponce im Jahr 2018, als er bei den U18-Südamerikameisterschaften im heimischen Cuenca mit 15,17 m die Bronzemedaille im Dreisprung gewann. 2021 gelangte er bei den Südamerikameisterschaften in Guayaquil mit 6,62 m auf Rang zwölf im Weitsprung und anschließend belegte er bei den U20-Südamerikameisterschaften in Lima mit 6,81 m den fünften Platz im Weitsprung und gelangte mit 14,38 m auf Rang sechs im Dreisprung. Im Jahr darauf wurde er bei den U23-Südamerikameisterschaften in Cascavel mit 6,83 m Achter im Weitsprung und 2023 gelangte er bei den Südamerikameisterschaften in São Paulo mit 6,91 m auf Rang 14.
In den Jahren 2021 und 2023 wurde Ponce ecuadorianischer Meister im Weitsprung sowie 2023 auch in der 4-mal-100-Meter-Staffel.

## Persönliche Bestleistungen
- Weitsprung: 7,50 m (−0,3 m/s), 16. April 2022 in Guayaquil
- Dreisprung: 15,43 m (−0,6 m/s), 23. Mai 2021 in Quito